# Bora (misil)
Bora es un misil balístico táctico desarrollado por la empresa turca Roketsan. Tiene 610 mm de diámetro, una longitud de 8,0 m, un peso total de 2500 kg con un alcance mínimo de 80 km y un alcance máximo de 280 km. Su versión de exportación se llama Khan. Fue probado y entró en servicio en mayo de 2017. Las entregas se completaron a principios de 2021.